# Klaus von Urbach
Klaus von Urbach, auch Claus, war ein Alchemist im Mittelalter.
Klaus von Urbach wurde 1455 vom hessischen Landgrafen Ludwig I. (Hessen) nach Felsberg geholt, wo er von 1455 bis 1458 auf der Felsburg als Alchemist wirkte. Er versuchte vergeblich, Gold herzustellen, und suchte ebenso vergeblich nach dem Stein der Weisen. Klaus von Urbach setzte schon im 15. Jahrhundert Mineralien, Kräuter und Pflanzen zur Heilung von Kranken und Tieren ein.
Sein Wirken fand in seiner Lebenszeit weit reichende Anerkennung, wurde aber auch als abenteuerlich bezeichnet.